# Maurice du Bois d'Auberville
Maurice du Bois d'Auberville est un architecte-ingénieur français né le 21 juin 1863 à Paris 4e et décédé le 6 juin 1927 à Paris 8e,,.

## Biographie
Maurice Marie Paul d'Auberville naît le 21 juin 1863 à Paris, au n° 4 de la rue Sainte-Croix. Il est le fils de Paul Louis Thibaut du Bois d'Auberville, marin, et de Blanche Laure Raymond.
Il reçoit une formation, initialement d'ingénieur à l'Ecole Centrale Paris (promotion 1885), puis d'architecte à l'Ecole des Beaux-Arts de Paris (1886-1891) où il est l'élève de Jean Louis Pascal.
Diplômé en 1891, il collabore un temps avec Pierre Bossis, puis devient architecte en chef de la Préfecture de Paris.
Actif dans les premières années du 20e siècle, essentiellement à Paris, il a surtout oeuvré dans un style appelé Éclectisme. Parmi ses principales réalisations, on peut citer :
- l'immeuble de rapport pour M. Castan, avenue Mozart et rue Bois-le-Vent (1906-1909),
- l'Hôtel Baconnier, rue Alfred-Dehodencq (1911).

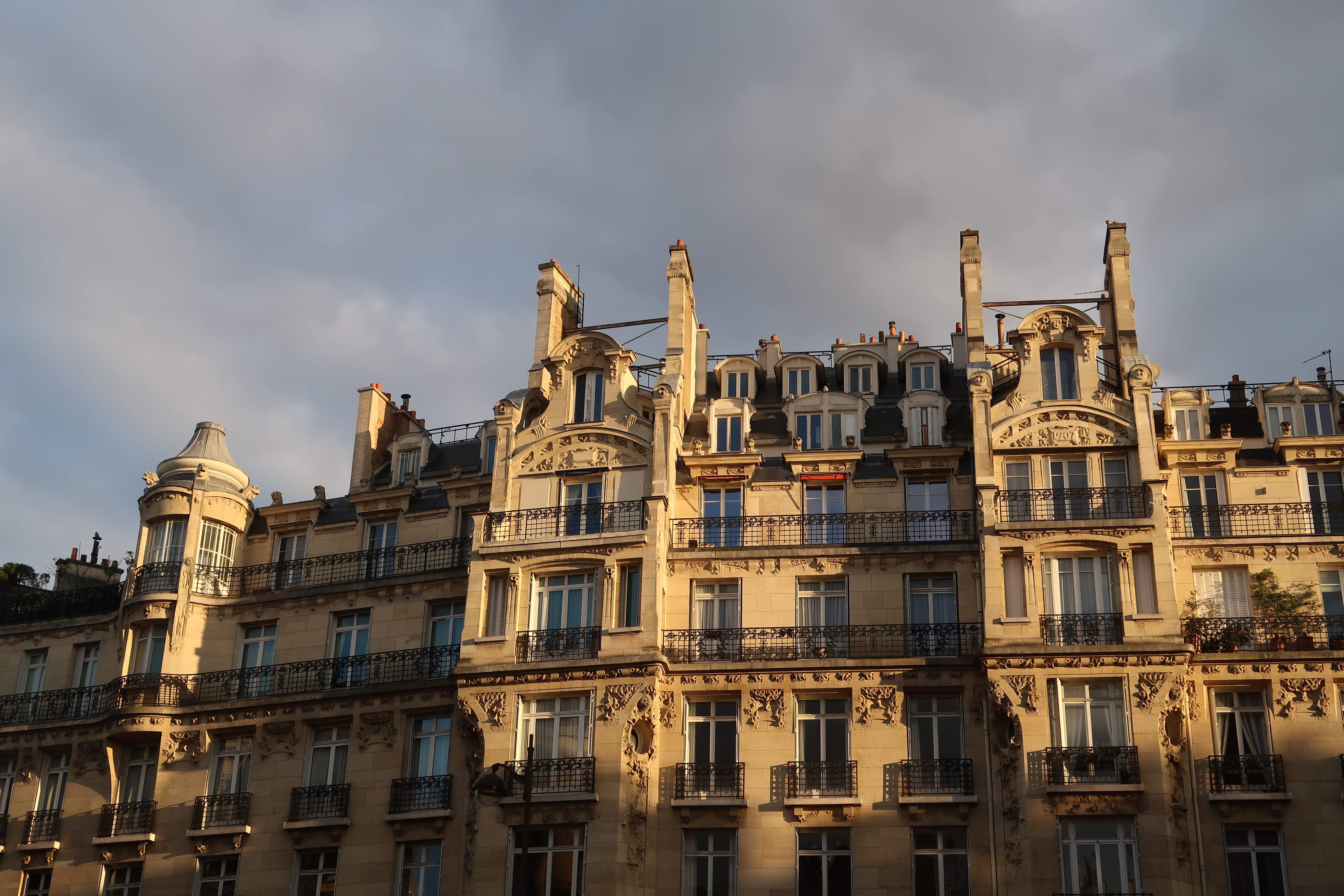
Le 3-5 avenue Mozart (immeuble de M. Castan).
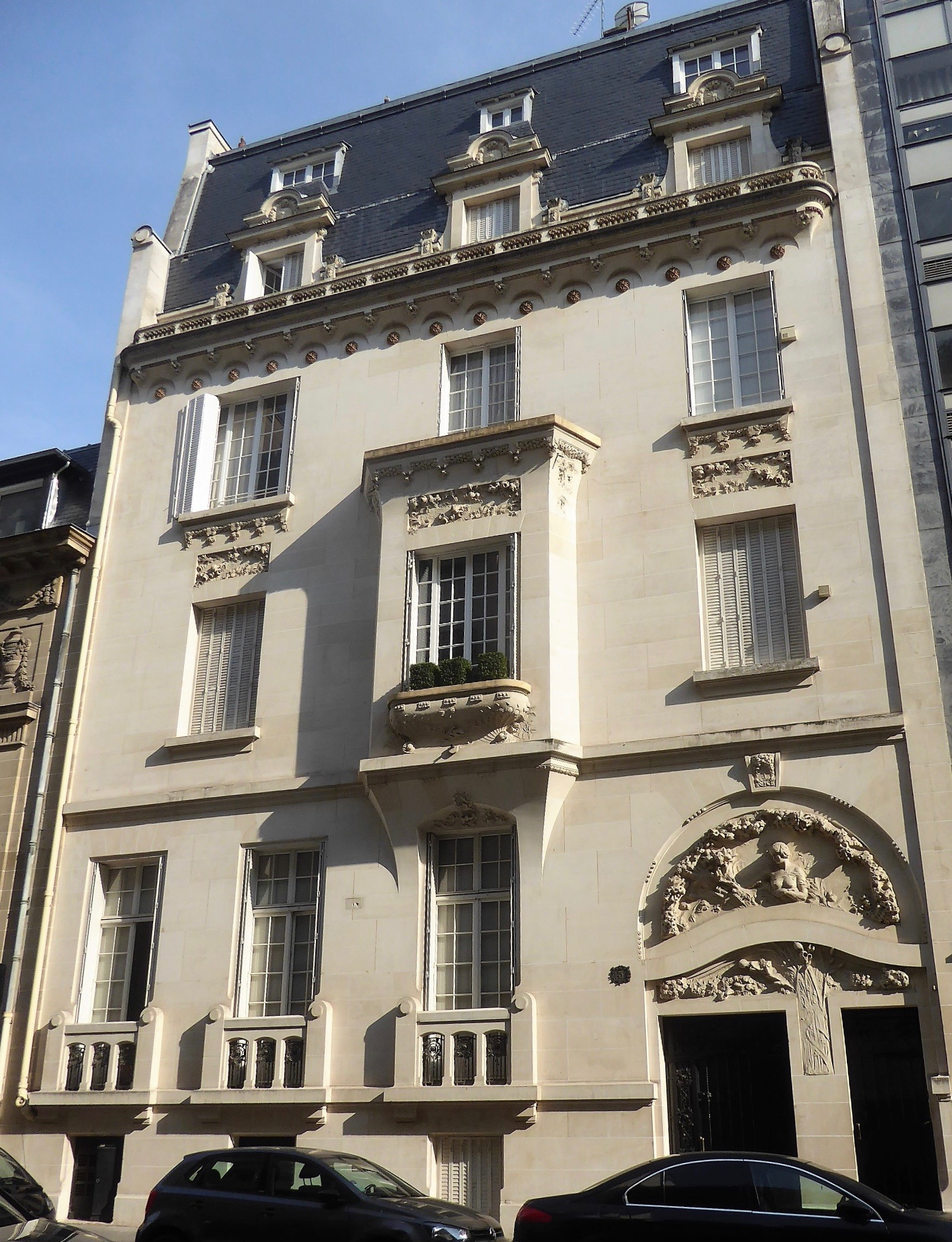
Hôtel Baconnier.
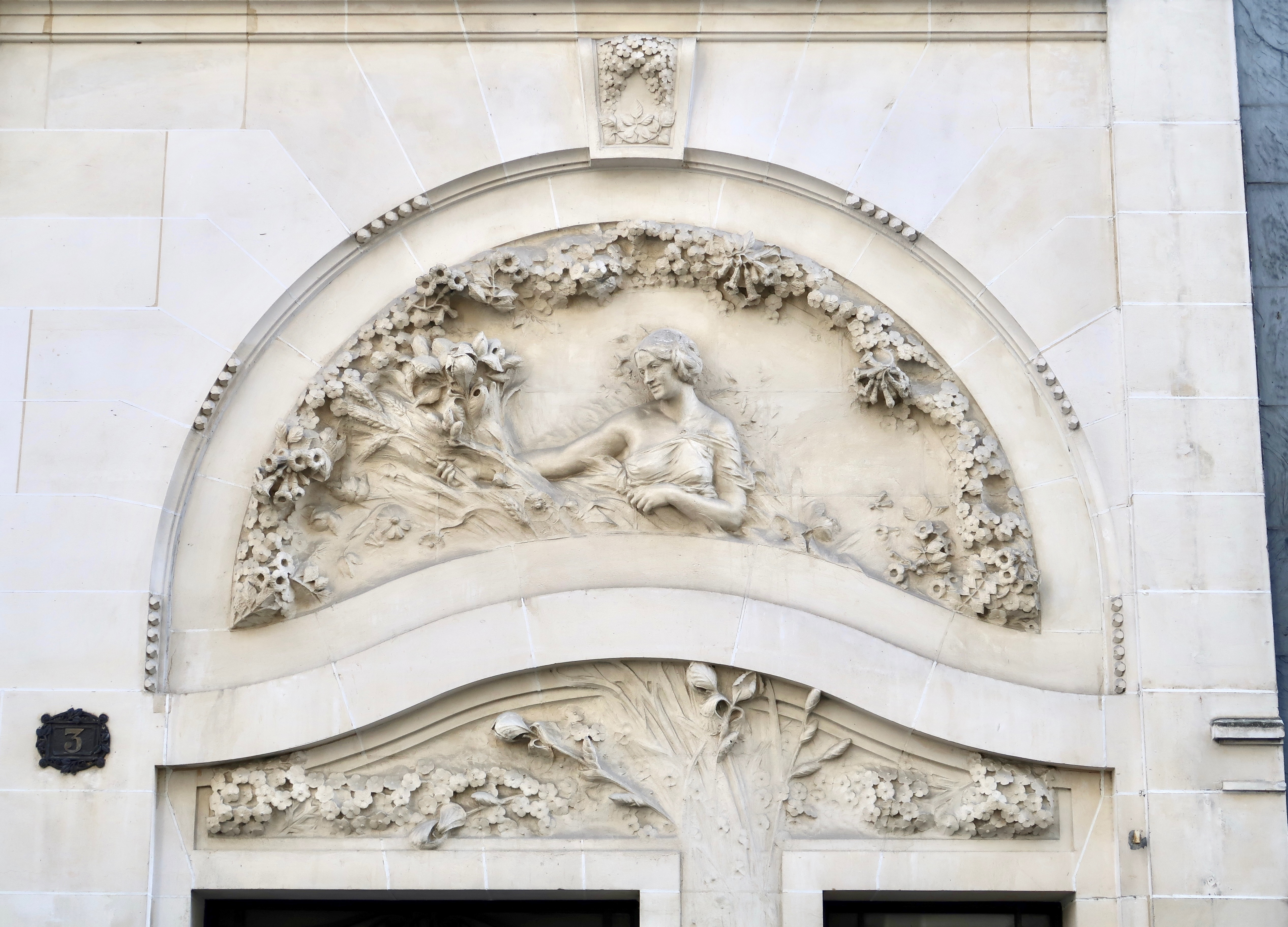
Hôtel Baconnier : détail du bas-relief au-dessus de l'entrée.

Il reçoit la légion d'honneur en 1920 et a un fils Gérard, également architecte.
Il meurt le 6 juin 1927 à Paris.